# Calomyscus tsolovi
Calomyscus tsolovi é uma espécie de roedor da família Calomyscidae.
É endêmica do sudoeste da Síria, sendo registrada apenas no distrito de Dar'a.